# Летопись Рачинского
Ле́топись Рачи́нского — список второго свода белорусско-литовской летописи третьей, полной редакции. Летопись составляет часть сборника конца XVI века, известного как Познанский список (сборник, кодекс) и кодекс Рачинских и хранящегося в Отделе рукописей Библиотеки Рачинского в Познани.
Рукопись в лист на белой бумаге. Филиграни двух видов: вытянутый круг, в котором находится подобие креста, и виньетка тех же размеров. Первую можно датировать 1582 годом. Рукопись местами в истёртом кожаном переплёте с польской надписью на корешке: «od. 1487 do 1651. Kodex białoruski RK 94» («с 1487 по 1651. Кодекс белорусский RK 94»). В верхней части переплёта наклеенная бумажка с надписью почерком XVIII века: «Ułomek dziejów dawnych po rusku o królu Marku o hrabi Gwidoni, o Athylie krolu węgerskim, tudzież życie dawnych xiążat litewskich» («отрывок истории древней по-русски о короле Марке, князе Гвидоне, венгерском короле Атыли, здесь же жизнь древних княжат литовских»). До 292 листа рукопись написана одним «канцелярским» почерком и чернилами. На полях имеются приписки по-западнорусски и по-польски, сделанные разными чернилами, польские более светлыми или киноварью. Уставом написаны заголовки, буквы которых крупные.
Летопись содержит информацию о политической истории Великого княжества Литовского с легендарных времён до 1548 года с дополнениями по истории Польши и нынешних белорусских земель XV — первой половины XVI веков. Литературными качествами отличается «Повесть о Жигимонте и Барбаре Радзивилл». Летопись Рачинского состоит из «Летописца великих князей литовских», «Похвалы Витовту», «Повести о Подолье» и некоторых других исторических произведений о событиях XIV — первой половины XVI веков.
Состав сборника: повесть о Тристане (листы 1-127), листы 127 оборотный и 128 чистые, «История о княжати Кгвидоне» (листы 129—171), листы 171 оборотный и 172 чистые, «Исторыя о Атыли, короли угоръском» (листы 173—224), «Летописец Великого князства Литовъского и Жомоитъского» (листы 225—291), «Kopia poświadczenia przez Władysława IV z roku 1635 dnia 8 marca reestru o prawy dworu krola Kazimierza» («Копия подтверждения Владиславом IV 8 марта 1635 года реестра о правах двора короля Казимира»; листы 293—301).
В качестве места создания первой части сборника называли Вильну и Новогрудский повет, но эти версии не подтверждаются, так как маргиналии в рукописи говорят о том, что с 1590-х годов она принадлежала Унеховским, а между 1672 и 1736 годами перешла к Раздивиллам.
Сборник найден в Библиотеке Рачинских в 1846 году Осипом Бодянским, который изложил краткое содержание летописи и опубликовал отрывки. Между тем, ещё в 1822 году историк Юлиан Немцевич опубликовал в польской транскрипции небольшой отрывок с историей любви Сигизмунда Августа и Барбары Радзивил с описанием сборника, весьма похожего на кодекс Рачинских. По словам самого Немцевича, он нашёл эту рукопись в 1819 году в библиотеке Виленской Академии. В 1836 году в своём сборнике Павел Муханов опубликовал тот же фрагмент, что и Немцевич, с пометкой, что текст рукописи происходит из библиотеки Радзивиллов. Отмечается, что Муханов, взяв за основу публикацию Немцевича, транслитерировал текст обратно в кириллицу, да ещё и несколько русифицировал его, что сделало его публикацию весьма далёкой от оригинала.
В 1886 году сборник был описан Александром Брюкнером (описание непосредственно летописи на страницах с 345 по 391). Летопись Рачинского была полностью опубликована в 17 томе Полного собрания русских летописей, позже переиздана Николаем Улащиком в 35 томе того же издания. Отдельные отрывки летописи были опубликованы Барвинским по полному факсимиле летописи, хранящемуся в Библиотеке Национальной академии наук Украины. «История о княжати Кгвидоне» и «Исторыя о Атыли, короли угоръском» были изданы Александром Веселовским в приложении к двухтомнику «Из истории романа и повести».